# سامانتا کوان
سامانتا کوان (انگلیسی: Samantha Quan) تهیه‌کننده فیلم مستقل و بازیگر اهل کانادا است. او به خاطر تهیه‌کنندگی فیلم‌های پروژه فلوریدا و موشک قرمز و فیلم برندهٔ نخل طلا، آنورا شناخته می‌شود که شش نامزدی نیز در نود و هفتمین دوره جوایز اسکار به دست آورد. به عنوان تهیه‌کننده او برنده جایزه اسکار بهترین فیلم برای آنورا شد.